# Coupled model intercomparison project
Coupled model intercomparison project (CMIP) – międzynarodowy projekt porównywania połączonych modeli klimatu opisujących oddziaływanie atmosfery i oceanu.

## CMIP5
Projekt CMIP5 jest aktywny od roku 2007. Jednym z podstawowych pytań stawianych przed CMIP5 jest ocena globalnego ocieplenia w oparciu o model ogólnej cyrkulacji. Jedną z istotnych zmiennych badanych przez te modele to tzw. wrażliwość klimatu na zmiany koncentracji dwutlenku węgla w różnych scenariuszach zmian. Wyniki z CMIP5 stanowią istotną część  Piątego Raportu IPCC  opracowanego przez Międzyrządowego Zespołu do spraw Zmian Klimatu. Wyniki z modeli CIMP5 (2007-2013) są rozprowadzane przez portale Earth System Grid Federation.
CMIP5 ma na celu (1) zrozumienie powodów dlaczego modele dają różne rezultaty zwłaszcza ze mało zrozumianymi sprzężeniami zwrotnymi związanymi z cyklem węglowym i zmianami związanymi z chmurami; (2) zrozumienie czy modele klimatu mogą przewidywać zmiany na skali 12 lat; (3)  zrozumienie powodów dlaczego istnieją różnice między modelami.  W porównaniu z poprzednim projektem CMIP3 (nie było projektu CMIP4) projekt CMIP5 przewiduje eksperymenty w skali 12 lat (krótkoterminowe) i więcej eksperymentów paleoklimatycznych.  Ważną częścią CMIP5 są tzw. scenariusze RCP przewidywanych zmian koncentracji gazów cieplarnianych w atmosferze. Te eksperymenty mają największe znaczenie dla gospodarki i ekonomii.

### Koncentracja CO2 i inwentaryzacja emisji pyłów zawieszonych w powietrzu
Zmiany koncentracji gazów cieplarnianych w eksperymentach zmian klimatu badanych w CMIP5  opisane są czterema scenariuszami zmian koncentracji dwutlenku węgla, które zostały zaakceptowane przez Międzyrządowy Zespół do spraw Zmian Klimatu.
Te cztery scenariusze mają nazwy RCP2.6, RCP4.5, RCP6, and RCP8.5. Wartości określają oszacowane wielkości wymuszenia radiacyjnego przez gazy cieplarniane w roku 2100 (2.6, 4.5, 6.0, and 8.5 W/m2, respectively).
Niektóre podprojekty CMIP5 uwzględniają efekt cząstek zawieszonych w atmosferze tzw. aerozoli atmosferycznych. W tym celu sporządzone zostały  inwentaryzację emisji różnego rodzaju aerozoli do atmosfery. Dla celów projektu CMIP5 dane te są na siatce 0.5x0.5 stopnia na kuli ziemskiej, uśrednione miesięcznie i są z krokiem czasowym 10 lat pomiędzy latami 1850-2000. Inwentaryzacja tych emisji do atmosfery obejmuje wszystkie najważniejsze składniki aerozoli emitowanych przez człowieka, między innymi metan (CH4), tlenek węgla (CO),tlenki azotu (NOx), składniki organiczne (NMVOCs), amonia (NH3), węgiel organiczny (OC), węgiel (BC) i dwutlenek siarki (SO2).
Wprawdzie dostępna jest inwentaryzacja emisji składników chemicznych (prekursorów pyłów zawieszonych w atmosferze), ale nie opisane są na jakiej wysokości w atmosferze te emisje następują. Np emisje z pożarów lasów emitowane są stosunkowo wysoko w porównaniu z emisjami ze statków. Ta decyzja zależy od konkretnego modelu klimatu. Podobnie ilość cząsteczek soli morskiej nie jest opisana w bazach danych a jej emisja jest parametryzowana na podstawie prędkości wiatru i innych parametrów falowania. Podobnie emisja drobin piasku zależy od prędkości wiatru i wilgotności.

### Porównanie z danymi obserwacyjnymi
Modele klimatu mogą używać danych historycznych. Wtedy można bezpośrednio porównać wyniki z modelu z danymi obserwacyjnymi. Dla celów CMIP5 i innych MIP stworzono symulatory obserwowanych danych. Jednym z nich jest COSP, który symuluje dane satelitarne. Ten symulator jest używany głównie w projekcie CFMIP – porównania wpływu chmur na klimat w różnych globalnych modelach klimatu.
W szczególności COSP symuluje dane z instrumentów umieszczanych na satelitach CALIPSO, Cloudsat, dane z projektu ISCCP, MISR, MODIS.

### Eksperymenty CMIP5
Eksperymenty numeryczne w ramach CMIP5 można podzielić na kilka głównych grup
- Eksperymenty opisujące tylko atmosferę,
- Eksperymenty kontrolne
- Eksperymenty dekadalne
- Eksperymenty historyczne ("20 wiek")
- Eksperymenty z modelami całej Ziemi (ESM)
- Eksperymenty wyidealizowane
- Eksperymenty paleo
- Eksperymenty RCP

Bardziej szczegółowy podział eksperymentów opisany jest w tabeli poniżej.
| Eksperyment    | Opis |
| -------------- | --- |
| 1pctCO2        | zmiana CO2 o 1% na rok aż do 4x koncentracji z 1850, wszystkie inne wartości gazów cieplarnianych z 1850 roku |
| abrupt4xCO2    | szybka 4x zmiana CO2, następnie CO2 bez zmiany |
| amip           | model AGCM, który ma zdefiniowaną SST i pokrywę lodu na oceanach |
| amip4K         | |
| amip4xCO2      | |
| amipFuture     | |
| aqua4xCO2      | model planety-wody |
| aquaControl    | kontrolne przebiegi modeli planety-wody (CFMIP) z ustalona jednorodną temperaturą oceanu, cała Ziemia pokryta oceanem |
| decadal        | prognozy w skali 12 lat |
| esmControl     | Model ESM (Earth System Model). Warunki takie jak w piControl, ale zmiany CO2 są prognozowane przez cykl węglowy w modelu |
| esmFdbk1       | Model ESM (Earth System Model). |
| esmFdbk2       | Model ESM (Earth System Model). |
| esmFixClim1    | Model ESM (Earth System Model). Kod radiacyjny używa pi Control, ale kod obiegu węgla używa 1pctCO2 |
| esmHistorical  | Model ESM (Earth System Model). Modelowanie okresu z którego są dane historyczne, ale bez zakładania koncentracji CO2. Koncentracje są wyliczane na podstawie emisji do atmosfery i modelu obiegu węgla w atmosferze-oceanie. |
| esmrcp85       | Model ESM (Earth System Model); scenariusz RCP |
| historical     | ostatnie 150 lat, 1850-2005, gazy cieplarniane na podstawie emisji |
| historicalExt  | dłuższe przebiegi czasowe modelu |
| historicalGHG  | naturalne zmiany z 1850 roku (ustalone); koncentracja gazów cieplarnianych zmienna w czasie |
| historicalMisc | inne historyczne |
| historicalNat  | 1850-2012, tylko efekty naturalne, wpływ gazów cieplarnianych z 1850 roku |
| lgm            | last glacial maximum (PMIP) |
| midHolocene    | gazy cieplarniane tak jak w 1850 roku; parametry orbitalne ze środkowego Halocenu (PMIP) |
| past1000       | 1000 lat |
| piControl      | pre-industral, przebieg kontrolny na podstawie emisji z okresu przed przemysłowym |
| rcp26          | 2006-2300;scenariusze koncentracji CO2 |
| rcp45          | 2006-2300; scenariusze koncentracji CO2 |
| rcp60          | 2006-2300; scenariusze koncentracji CO2 |
| rcp85          | 2006-2300; scenariusze koncentracji CO2 |
| sstClim        | AGCM (tylko atmosfera), założona klimatologia SST i lodu na podstawie piControl |
| sstClim4xCO2   | AGCM (tylko atmosfera), założona klimatologia SST i lodu na podstawie piControl, wartość CO2 równa 4x (rok 1850) |
| sstClimAerosol | AGCM (tylko atmosfera), założona klimatologia SST i lodu na podstawie piControl; aerozole zdefiniowane na podstawie emisjii z 2000 roku' wszystkie inne wartości z 1850 roku                                                  |
| sstClimSulfate | AGCM (tylko atmosfera), klimatologia SST i lodu na podstawie piControl; koncentracja aerozolu sulfatów ustalona na podstawie emisji antropogenicznych z 2000 roku' wszystkie inne wartości z 1850 roku                        |

Każdy z eksperymentów ma swój protokół. Dla przykładu protokoły eksperymentów określają długość eksperymentów, jakie zmienne mają być archiwizowane. Protokół eksperymentu CMIP5 określa też, że wyniki z przebiegów modeli są wykorzystywane do symulacji pewnych danych obserwacyjnych, dla przykładu danych z projektu ISCCP opisującego rozkład chmur w atmosferze z pomiarów satelitarnych. W szczególności dla eksperymentów sstClim oraz sstClim4xCO2 muszą być dostępne dane  z 30-50 lat symulacji, dla eksperymentu rst ma być dostępne 20 lat, z eksperymentu abrupt4xCO2 mają być dostępne dane o chmurach z ostatnich 20 lat, ze 140-letniego eksperymentu 1pctCO2 powinny być dostępne dane o chmurach z ostatnich 20 lat.

### Modele CMIP5
W projekcie uczestniczy kilkanaście globalnych modeli klimatu, między innymi:
ACCESS1.0,
ACCESS1.3,
BCC-CSM1.1,
BCC-CSM1.1-m,
BESM-OA2.3,
BNU-ESM,
CanAM4,
CanCM4,
CanESM2,
CCSM4,
CCSM4-RSMAS,
CESM-BGC,
CESM1-CAM5,
CESM1-CAM5.1.FV2,
CESM1-FASTCHEM,
CESM1-WACCM,
CFSv2-2011,
CMCC-CESM,
CMCC-CM,
CMCC-CMS,
CNRM-CM5,
CSIRO-Mk3.6.0,
EC-EARTH,
FGOALS-g2,
FGOALS-gl,
FGOALS-s2,
FIO-ESM,
GEOS-5,
GFDL-CM2.1,
GFDL-CM3,
GFDL-ESM2G,
GFDL-ESM2M,
GFDL-HIRAM-C180,
GFDL-HIRAM-C360,
GISS-E2-H,
GISS-E2-H-CC,
GISS-E2-R,
GISS-E2-R-CC,
GISS-E2CS-H,
GISS-E2CS-R,
HadCM3,
HadCM3Q,
HadGEM2-A,
HadGEM2-AO,
HadGEM2-CC,
HadGEM2-ES,
HiGEM1.2,
INM-CM4,
IPSL-CM5A-LR,
IPSL-CM5A-MR,
IPSL-CM5B-LR,
MIROC-ESM,
MIROC-ESM-CHEM,
MIROC4h,
MIROC4m,
MIROC5,
MPI-ESM-HR,
MPI-ESM-LR,
MPI-ESM-MR,
MPI-ESM-P,
MRI-AGCM3.2H,
MRI-AGCM3.2S,
MRI-CGCM3,
MRI-ESM1,
NICAM.09,
NorESM1-M,
NorESM1-ME.

## Wyniki z modeli
Wyniki z modeli projektu CMIP2 są ogólnie dostępne. Dane są dostępne w formacie NetCDF i każda ze zmiennych jest dokładnie opisana (tzw. metadata).  Istnieje oprogramowanie, które sprawdza zgodność danych dostarczanych przez każdy ośrodek naukowy z formatem danych wymaganym przez CMIP5. Jeden z kodów, które dokonują takich testów jest biblioteka oprogramowania "Climate Model Output Rewriter" (CMOR2). Kod ten może być używany do innych międzynarodowych porównywań modeli klimatu (MIP).